# Rio Piracicaba (município)
Rio Piracicaba é um município brasileiro no interior do estado de Minas Gerais. Sua população recenseada em 2022 era de 14 631 habitantes.

## História
Rio Piracicaba, antigo distrito criado com a denominação de São Miguel de Piracicaba em 1750 e subordinado ao município de Santa Bárbara, tornou-se município pela lei estadual nº 556, de 30 de agosto de 1911.
As origens do município remontam do arraial de São Miguel de Rio Piracicaba, fundado pelo sertanista paulista João dos Reis Cabral, casado com D. Maria Antunes de Camargos, que veio a região em busca de ouro. O assentamento teria se dado no dia 29 de setembro de 1713, às margens de um pequeno ribeirão, afluente do Rio Piracicaba.
A região acabou revelando-se rica em ouro de aluvião, atraindo para si grande contingente populacional. Com o esgotamento do ouro, o arraial passou a dedicar-se a agricultura e a pecuária.

## Geografia
De acordo com a divisão regional vigente desde 2017, instituída pelo IBGE, o município pertence às Regiões Geográficas Intermediária de Ipatinga e Imediata de João Monlevade. Até então, com a vigência das divisões em microrregiões e mesorregiões, fazia parte da microrregião de Itabira, que por sua vez estava incluída na mesorregião metropolitana de Belo Horizonte.
A cidade de Rio Piracicaba tem como municípios limítrofes as cidades de: Bela Vista de Minas, João Monlevade, São Gonçalo do Rio Abaixo, Santa Bárbara, Alvinópolis e São Domingos do Prata.

O rio Piracicaba cortando a cidade
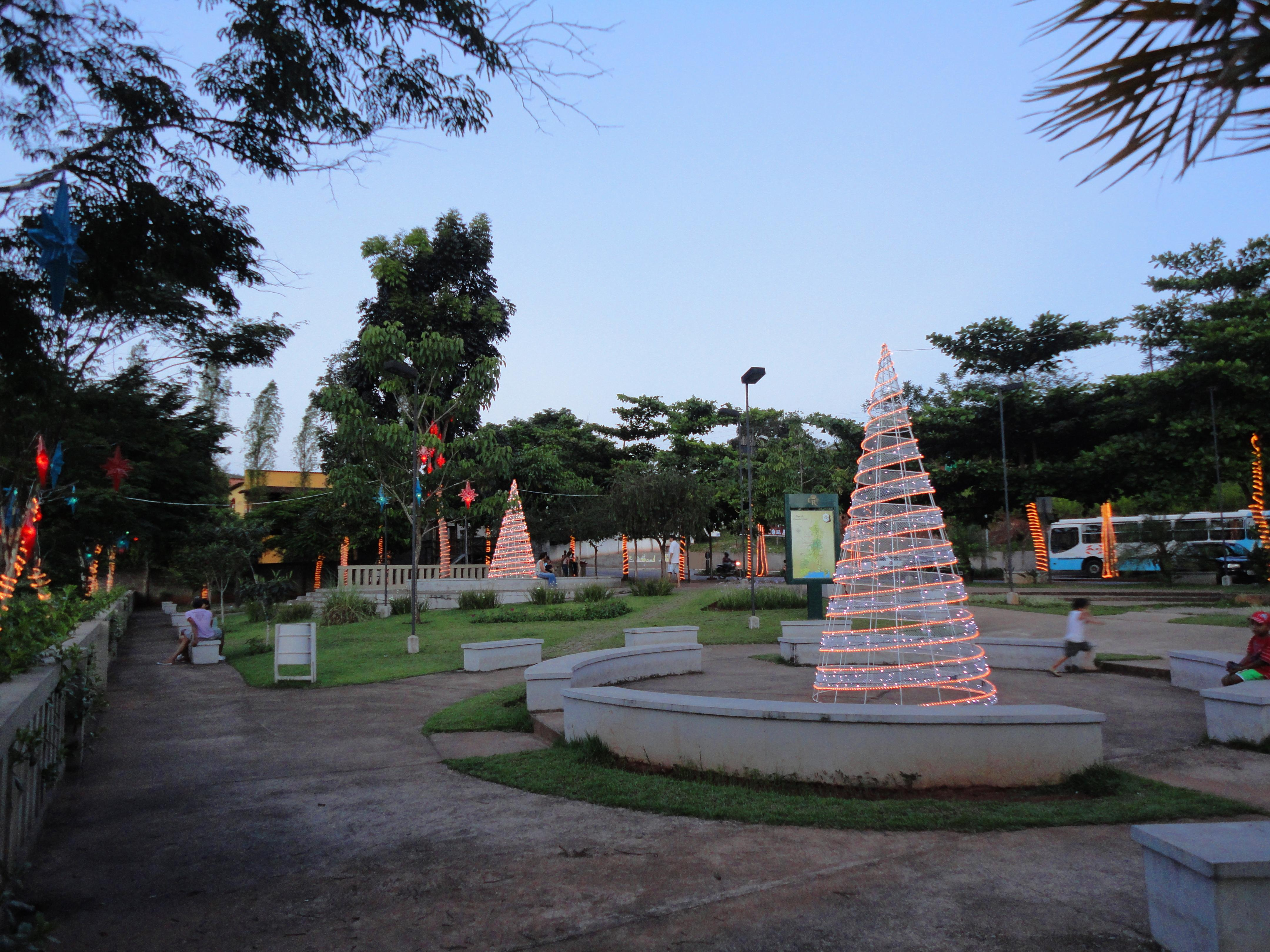
Praça Maria do Rosário Caldeira
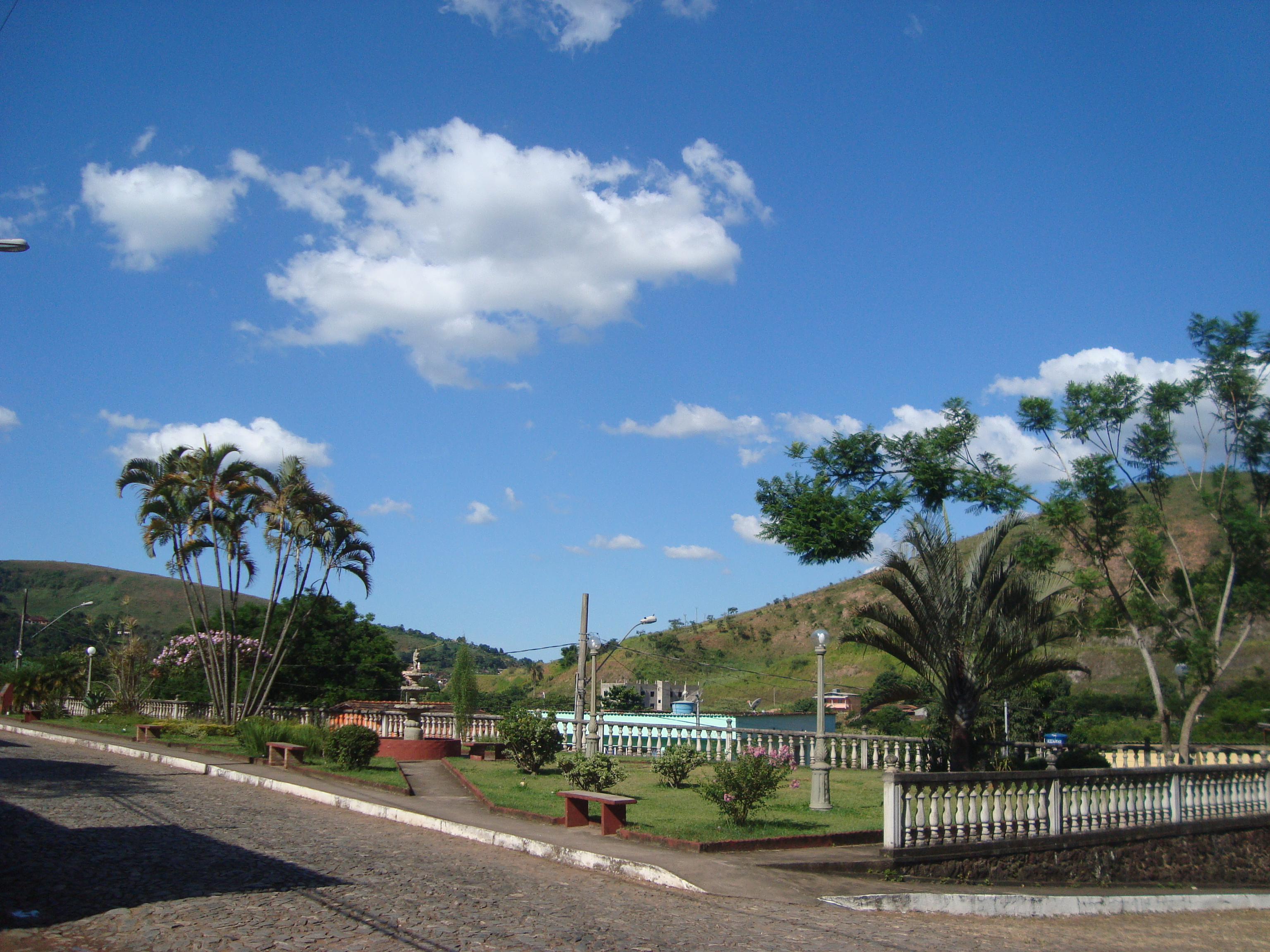
Praça Presidente Costa e Silva em Rio Piracicaba

## Economia
Rio Piracicaba tem sua economia voltada para a extração de minério de ferro, agricultura de subsistência e pecuária leiteira. O minério que antes era extraído quase que exclusivamente na mina de "Morro Agudo" hoje é extraído em "Água Limpa". Carregado na Pera Ferroviária de Bicas, o minério de ferro segue de trem até o porto de Tubarão, no Espírito Santo, de onde é exportado.

## Hidrografia
O nome do rio vem do tupi-guarani, significando "lugar onde o peixe para". É uma referência às quedas do Rio Piracicaba, que bloqueiam a piracema dos peixes. A cidade é banhada pelo rio que lhe deu o nome. Cortando a cidade de ponta a ponta, o rio, outrora piscoso, hoje sofre com uma intensa poluição.

## Transportes
A cidade é cortada e atendida pela Estrada de Ferro Vitória a Minas (EFVM), uma das únicas a oferecer serviços de trens de passageiros que ainda estão em funcionamento diariamente. A estação ferroviária está situada na avenida principal da cidade, a poucos metros da rodoviária.
A cidade também possui uma companhia de ônibus (Lopes & Filhos) que transporta pessoas diariamente para os municípios próximos à cidade e também para a capital de Minas Gerais, Belo Horizonte.
Entre junho e julho de 2018, a empresa Lopes e Filhos foi adquirida pela Enscon Viação, da cidade vizinha de João Monlevade e desde então, a população enfrenta diversos problemas como atraso nas viagens causado pela retirada dos cobradores dos ônibus, obrigando o motorista a fazer as cobranças.

## Eventos
Sua principal festa é o Jubileu do Senhor Bom Jesus, que acontece nos dias 1º a 3 de maio, reunindo milhares de fiéis que acompanham os cortejos com as imagens do Senhor Bom Jesus, Nossa Senhora dos Passos e de São Miguel. Também é tradicional na cidade, a festa de Nossa Senhora do Rosário no mês de agosto, com apresentação de varias Guardas de Congado de toda a região, incluindo de Belo Horizonte e cavalgada.